# Kreditleihe
Bei der Kreditleihe stellt ein Kreditinstitut seinem Kreditnehmer keinen Geldbetrag oder sonstige Zahlungsmittel zur Verfügung, sondern seine Kreditwürdigkeit. Gegensatz ist die Geldleihe.

## Allgemeines
Bei der Kreditleihe haftet ein Kreditinstitut für die von seinem Bankkunden gegenüber Dritten eingegangenen Verpflichtungen. Der Dritte ist der Gläubiger des Bankkunden und ist sich nicht sicher, ob seine Forderungen vom Kunden beglichen werden können. Um dies zu gewährleisten, steht die Bank in Form von Avalkrediten, Akkreditiven, Rembourskrediten oder (früher) Akzeptkrediten zu Gunsten des Gläubigers für die Verpflichtung ihres Kunden ein, falls dieser ihr nicht nachkommen kann. Dazu schließt sie einen Kreditvertrag mit ihrem Kunden, der dadurch zu ihrem Kreditnehmer wird. Beim Avalkredit tritt beispielsweise eine Bank als Bürge in Erscheinung und haftet für die von ihrem Kreditnehmer eingegangenen Verbindlichkeiten gegenüber dessen Gläubiger. An die Kreditleihe kann sich eine Geldleihe anschließen, etwa beim Rembourskredit. Trotz mancher Bankenkrisen ist die Kreditwürdigkeit der Kreditinstitute als sehr hoch einzustufen.

## Rechtsfragen
Die einzelnen Formen der Kreditleihe sind Bankgeschäft im Sinne des § 1 Abs. 1 Nr. 2 und 8 KWG. Im Kreditvertrag ist bei einer Kreditleihe insbesondere geregelt, dass die Bank im Falle einer Inanspruchnahme ihrer Haftung durch den Dritten berechtigt ist, ihren Kreditnehmer mit der Inanspruchnahme weiter zu belasten. Bei Bürgschaften ergibt sich dies nach § 774 Abs. 1 Satz 1 BGB aus deren Akzessorietät. Die Kreditinstitute geben im Rahmen der Kreditleihe ein bedingtes Zahlungsversprechen ab, da sie vom Gläubiger erst in Anspruch genommen werden können, wenn dieser vom Bankkunden keine Zahlung erhalten hat. Aus diesem Grunde gehören alle Arten der Kreditleihe in der Bankbilanz zu den Eventualverbindlichkeiten, die „unter der Bilanz“ erfasst (§ 251 in Verbindung mit § 268 Abs. 7 HGB) und im Geschäftsvolumen einbezogen sind.
Kraft Gesetzes ist bei Prozessbürgschaften, Zollbürgschaften und bestimmten Anzahlungen eine Kreditleihe erforderlich:
- Die Prozessbürgschaft soll die vorläufige Vollstreckbarkeit eines Urteils ermöglichen oder verhindern. Nach § 108 ZPO ist im Zweifel eine Sicherheitsleistung durch die schriftliche, unwiderrufliche, unbedingte und unbefristete Bürgschaft eines im Inland zum Geschäftsbetrieb befugten Kreditinstituts oder durch Hinterlegung von Geld oder bestimmten Wertpapieren zu bewirken.
- Wer Steuern, Zölle oder sonstige Abgaben schuldet, kann die Finanz- oder Zollbehörde um Stundung ersuchen, die jedoch nur gegen Sicherheitsleistung gewährt werden soll (§ 222 AO). Das kann nach § 241 Abs. 1 Nr. 7 und § 244 Abs. 2 AO durch eine selbstschuldnerische Bürgschaft einer inländischen Bank oder Versicherung („Steuerbürge“) geschehen.
- Leistet ein Verbraucher Anzahlungen an einen Reiseveranstalter, ist in § 651r BGB eine rechtsverbindliche Sicherung der Anzahlung oder Vorauszahlung des Reisepreises vorgesehen. Dies kann durch Bürgschaft/Garantie von Versicherungen oder Kreditinstituten in Form eines Reisesicherungsscheins geschehen.
- Erhält ein Bauträger im Bauwesen eine Anzahlung durch den Auftraggeber, so ist diese nach § 2 Abs. 1 und 2 MaBV durch die Stellung einer Bankbürgschaft oder den Abschluss einer Versicherung abzusichern.

Tauglicher Bürge ist nach § 239 Abs. 1 BGB, wer ein zur Höhe der Sicherheitsleistung angemessenes Vermögen besitzt und seinen Gerichtsstand in der EU hat. An die Qualität der Bürgschaft und die Bonität des Bürgen sind hohe Anforderungen zu stellen; die von einer Bank übernommenen Bürgschaften müssen durch ihr Eigenkapital gesichert sein.